# Роман Траншеля
Роман Траншеля (Anthemis tranzscheliana) — вид рослин із родини айстрових (Asteraceae).

## Біоморфологічна характеристика
Це багаторічна рослина 20–30(40) см заввишки. Стебла численні, міцні. Кошики 2–2.5 см у діаметрі. Листочки обгортки по краю сухоплівчасті, бурі. Період цвітіння: травень — червень(липень).

## Середовище проживання
Зростає у Криму, Україна.
В Україні зростає на тінистих скелях і кам'янистих відкритих схилах середнього гірського пояса — у Криму, рідко у сх. ч.; ендемік Криму.